# Werner Günther (Jurist)
Werner Günther (geb. 6. Mai 1913 in Reichenbach; gest. nach 1986) war ein deutscher Jurist.

## Lebensweg
Werner Günthers Vater war Verleger im schlesischen Reichenbach. Die Familie war evangelisch. Sein Studium der Rechtswissenschaft, wohl an der Universität Breslau, und sein Referendariat absolvierte Günther in Schlesien, mit kurzen Ausflügen nach Rostock und Jena. Seine beiden Staatsexamina wurden jeweils mit „gut“ bewertet, der dritten von sieben Notenstufen. Günther war Mitglied des Stahlhelms, der der demokratiefeindlichen Deutschnationalen Volkspartei (DNVP) nahestand und nach der nationalsozialistischen Machtergreifung der SA zunächst unterstellt wurde und schließlich in ihr aufging. Auf diesem Wege wurde Günther SA-Mitglied. Am 14. Juni 1937 beantragte Günther die Aufnahme in die NSDAP und wurde rückwirkend zum 1. Mai desselben Jahres aufgenommen (Mitgliedsnummer 5.009.929). Am 1. November 1939 wurde Günther der erste Richter am neugegründeten deutschen Amtsgericht Auschwitz. Er hatte zuvor noch kein Amt innegehabt. Das Amtsgericht war zu diesem Zeitpunkt die einzige deutsche Zivilbehörde in Auschwitz und Günther der einzige Richter dort. Im Januar 1940 erhielt Günther Unterstützung durch einen Justizwachtmeister. In Auschwitz bezog Günther ein möbliertes Zimmer; sein offizieller Wohnsitz blieb Bunzlau im Westen Schlesiens. 1940 wurde eine NSDAP-Ortsgruppe Auschwitz gegründet. Günther wurde deren Propaganda- und Schulungsleiter. Am 1. Februar 1941 würde Günther zum Amtsgerichtsrat befördert. Im März 1941 fand Günther eine geeignete Wohnung in Auschwitz, ab dem 1. Juni 1941 wohnte er offiziell dort. Im April 1941 wurde das deutsche Oberlandesgericht Kattowitz gegründet, das seither für Auschwitz zuständig war.
Günther war bei seiner Abordnung nach Auschwitz im November 1939 zunächst für unabkömmlich erklärt worden. Im Februar 1943 wurde Günther jedoch zur Wehrmacht einberufen. Die ersten Monate war er wohl noch in Liegnitz stationiert – ab Mai 1943 gehörte Günther dem Gemeinderat von Auschwitz an. Spätestens 1944 kam Günther zum Panzergrenadier-Regiment 108 der 14. Panzerdivision, das aus den Resten der bei Stalingrad untergegangenen 6. Armee zusammengestellt worden war. Mit dieser Einheit wurde Günther vor allem in Rumänien, Litauen und Lettland eingesetzt.
Günthers Nachfolger am Amtsgericht Auschwitz war Günther Hindemith aus Niederschlesien. Als das Amtsgericht Auschwitz im März 1944 (anstelle eines Notars) den Kaufvertrag zwischen der I.G. Farben und dem Deutschen Reich über das Gelände protokollierte, auf dem das Buna-Werk der I.G. Farben errichtet wurde, gab es in Auschwitz selbst keinen Richter mehr; daher reiste der nunmehr zuständige Richter Gerhard Thiele aus dem 140 km entfernten Krzepice an.
Werner Günthers Weg führte über ein schlesisches Lazarett und letzte Kämpfe in Guben nach Schwerin, einige Monate später nach Hof, wo er zunächst arbeitslos war, dann für Siemens arbeitete. In seinem Entnazifizierungsverfahren in Hof wurde Günther als „entlastet“ eingestuft. Günther wurde Rechtsanwalt. Er ging 1986 im Alter von 73 Jahren altersbedingt in den Ruhestand.